# Millions (chanson)
Pour les articles homonymes, voir Millions.
Singles de No Limit
Toi t'es chelou
(2020) Ola ola ola
(2021)
Singles par Orelsan
Fantômes
(2019) L'odeur de l'essence
(2021)
Singles par Ninho
Tout en Gucci
(2020) Jefe
(2021)
Clip vidéo
[vidéo] « Millions », sur YouTube
Millions est une chanson de No Limit en featuring avec Ninho et Orelsan, sortie le 18 juin 2021. La chanson est le deuxième extrait de l'album No Limit.
La production du son est assurée par Skread, principalement connue pour sa collaboration avec OrelSan depuis plusieurs années, ainsi que par Phazz, Lyonnais qui est déjà produit pour l'auteur de Basique, mais jamais auparavant avec Ninho.

## Clip vidéo
Le clip vidéo sort le 18 juin 2021.

## Liste de titres
| 1. | Millions (feat. Orelsan & Ninho) | No Limit, Orelsan, Ninho | 3:17 |

## Classements et certification

### Classements hebdomadaires
| Classement (2021)                       | Meilleure position |
| --------------------------------------- | ------------------ |
| France (SNEP)                           | 3                  |
| Suisse (Schweizer Hitparade)            | 74                 |
| Belgique (Wallonie Ultratop 50 Singles) | 45                 |

### Certification
| Région                                                                                                 | Certification | Ventes/Streams |
| --- | ------------- | -------------- |
| France (SNEP)                                                                                          | Diamant       | 50 000 000*    |
| *Ventes selon la certification ^Mise en rayon selon la certification xNon précisé par la certification |               |                |

## Historique de sortie
| Pays                  | Date         | Format                    | Label       |
| --------------------- | ------------ | ------------------------- | ----------- |
| France / Monde entier | 18 juin 2021 | Téléchargement, streaming | Mansa Music |